# Harvey Samuel Irwin

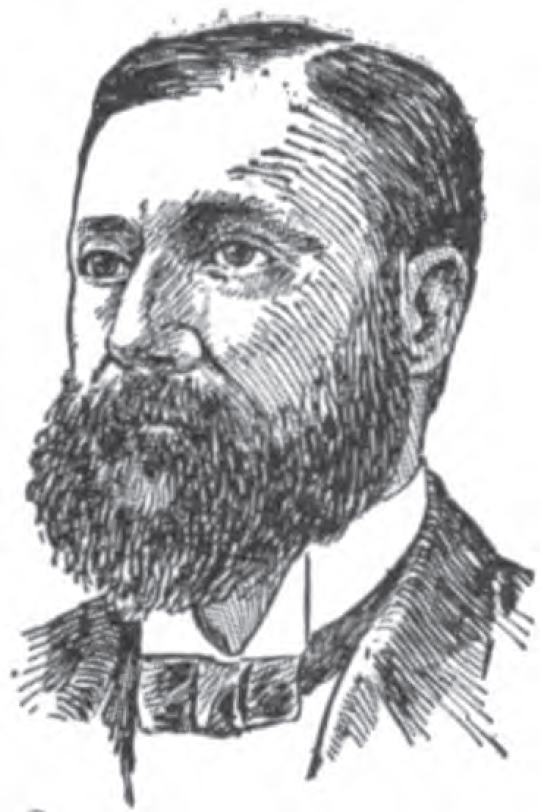
Harvey Samuel Irwin

Harvey Samuel Irwin (* 10. Dezember 1844 im Highland County, Ohio; † 3. September 1916 in Vienna, Virginia) war ein US-amerikanischer Politiker. Von 1901 bis 1903 vertrat er den Bundesstaat Kentucky im US-Repräsentantenhaus.

## Leben
Harvey Irwin besuchte die öffentlichen Schulen seiner Heimat einschließlich der High School in Greenfield und begann danach ein Jurastudium, das er aber wegen des Bürgerkrieges unterbrach. Während dieses Krieges diente er als Offizier im Heer der Union. Nach dem Krieg ließ er sich in Louisville (Kentucky) nieder. Nach Beendigung seines Jurastudiums begann er in seinem neuen Beruf zu arbeiten. Außerdem war er für die Steuerbehörde tätig. Im Jahr 1895 wurde Irwin Eisenbahnbeauftragter in Kentucky. 1899 veröffentlichte er den Roman Helena.
Politisch war Irwin Mitglied der Republikanischen Partei. Bei den Kongresswahlen des Jahres 1900 wurde er im fünften Wahlbezirk von Kentucky in das US-Repräsentantenhaus in Washington, D.C. gewählt, wo er am 4. März 1901 die Nachfolge von Oscar Turner antrat. Da er bei den Wahlen des Jahres 1902 nicht bestätigt wurde, konnte er bis zum 3. März 1903 nur eine Legislaturperiode im Kongress absolvieren.
Nach seiner Zeit im US-Repräsentantenhaus praktizierte Harvey Irwin wieder als Anwalt. Seit 1913 war er auch Geistlicher. In dieser Eigenschaft war er in Vienna (Virginia) tätig. Dort ist er am 3. September 1916 verstorben. Er wurde in Louisville beigesetzt.